# Leucothyreus semifuscus
Leucothyreus semifuscus är en skalbaggsart som beskrevs av Ohaus 1931. Leucothyreus semifuscus ingår i släktet Leucothyreus och familjen Rutelidae. Inga underarter finns listade i Catalogue of Life.